# Rhynchospora fusca
Espèce
Classification phylogénétique
Rhynchospora fusca est une plante herbacée de la famille des Cyperaceae.
C'est une espèce que l'on trouve en Europe et en Amérique du Nord. Elle est néanmoins protégée, notamment sur le sol français.
Elle se développe au niveau des gouilles ou des tonsures oligotrophes hyperacides au sein des tourbières ou des landes humides. Elle caractérise des communautés pionnières supportant très mal la concurrence. La dynamique naturelle entraîne son remplacement par des communautés plus fermées.

## Synonymes
- Schoenus fuscus L.